# Kayentatherium
Kayentatherium (il cui nome significa "bestia di Kayenta") è un genere estinto di cynodonte tritylodontide vissuto nel Giurassico inferiore, in quella che oggi è la Formazione Kayenta, nell'Arizona settentrionale, Stati Uniti, di cui è il terzo tritylodontide ritrovato nella zona.

## Descrizione

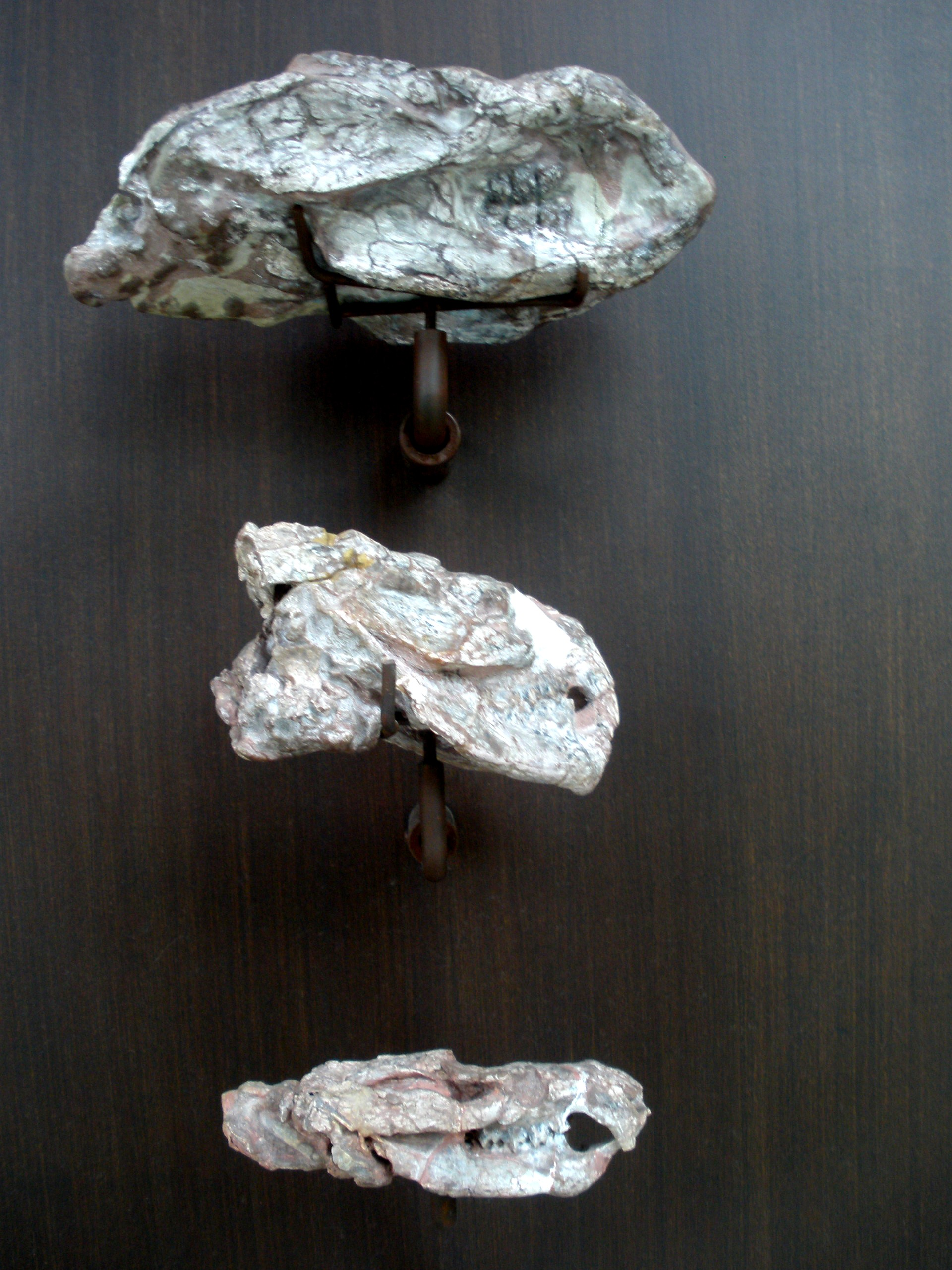
Crani di K. sp, all'American Museum of Natural History, che mostrano una serie di crescita da giovane ad adulto

Il nome Kayentatherium significa letteralmente "bestia di (Formazione) Kayenta", luogo in cui l'animale è stato ritrovato e dove rappresenta il terzo tritylodontide ritrovato nella zona, essendo noto per diversi esemplari. L'animale era lungo all'incirca un metro, mentre il cranio era lungo circa 10 centimetri. Il nome della specie, wellesi, onora invece il paleontologo Samuel Welles, che ha lavorato con il Museo di Paleontologia dell'Università della California, in gran parte del lavoro pionieristico della paleontologia della Formazione Kayenta.
Il Kayentatherium era un animale piuttosto robusto. Tale robustezza aveva fatto supporre ai paleontologi una serie di adattamenti per un vita sotterranea, adatta a scavare nel terreno. Tuttavia, secondo alcuni ricercatori questa robustezza sarebbe un adattamento ad una vita semi-acquatica, e la robustezza e la forma degli arti dell'animale indicherebbero una specializzazione per il nuoto.